# Válvula hidráulica

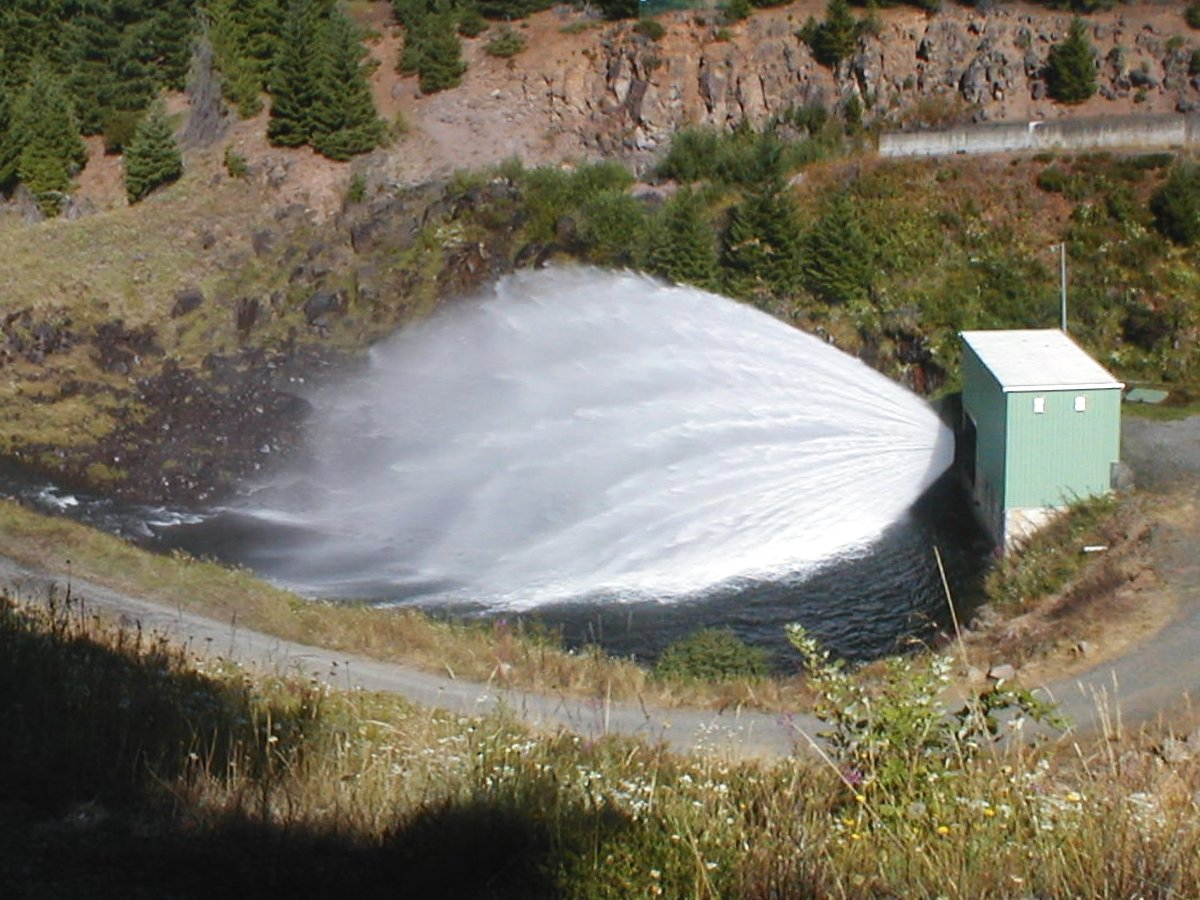
Válvula disipadora de energía tipo Howell-Bunger.

Una válvula hidráulica es un mecanismo que sirve para regular el flujo de fluidos.
Las válvulas que se utilizan en obras hidráulicas son un caso particular de válvulas industriales ya que presentan algunas características únicas y por tanto merecen ser tratadas de forma separada.

## Clasificación
La clasificación de las válvulas utilizadas en las obras hidráulicas puede hacerse según el tipo de obra hidráulica:
- Presas y centrales hidroeléctricas
  - Válvulas para descarga de fondo en presas, por ejemplo del tipo Howell-Bunger.
  - Válvulas disipadoras de energía.
  - Válvulas para regular el caudal en una toma.
  - Válvulas para regular la entrada de agua a la turbina
  - Válvulas tipo aguja.

- Acueductos.
  - Válvula tipo mariposa.
  - Válvula tipo compuerta.
  - Válvula tipo esférico.
  - Válvulas antirretorno.
  - Válvula de pie.
  - Válvula de disco autocentrado.

- Sistemas de riego.
  - Válvulas para hidrantes.
  - Válvulas antirretorno.
  - Válvulas de pie.

## Imágenes

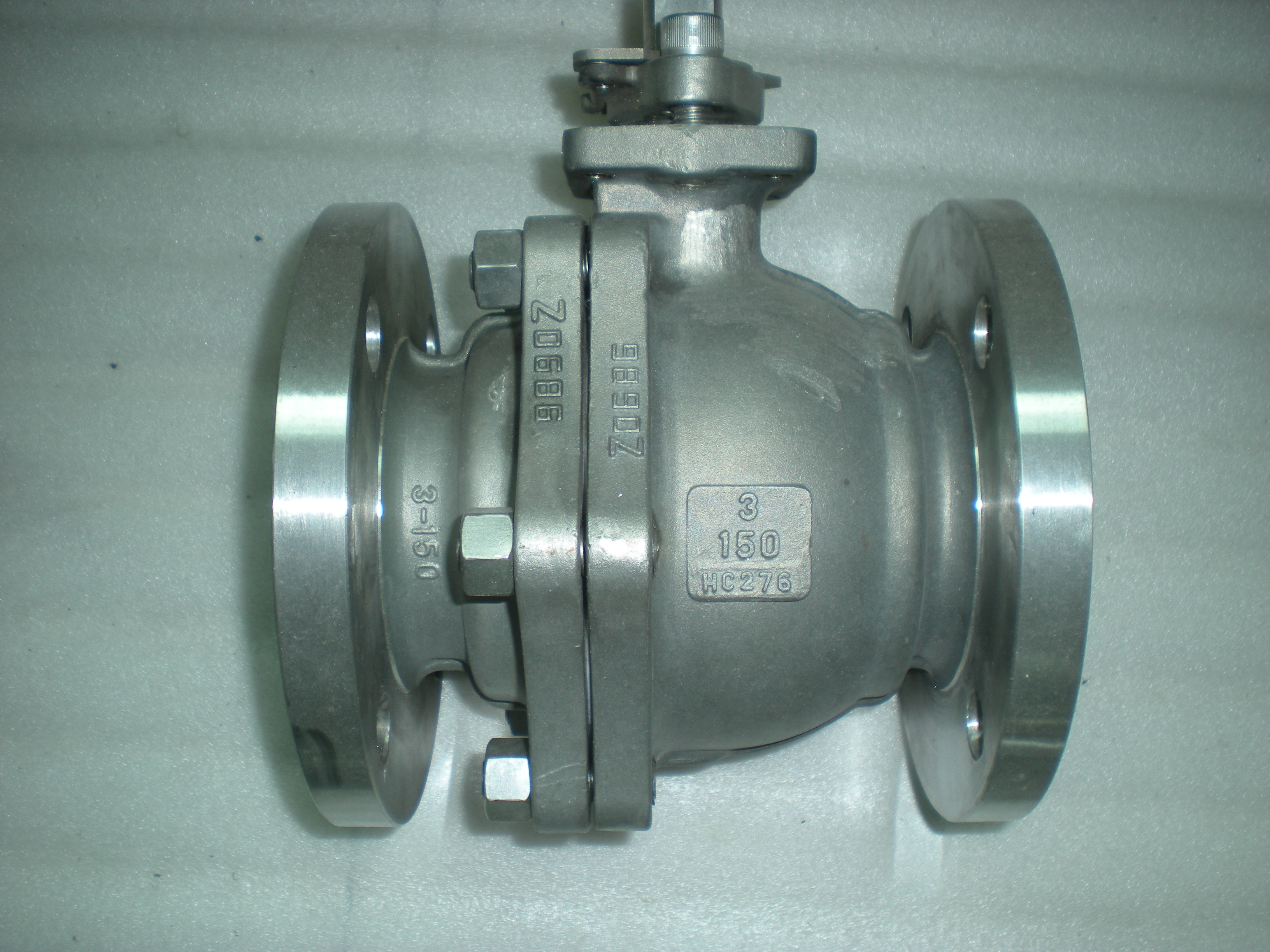
Válvula de bola en hastelloy
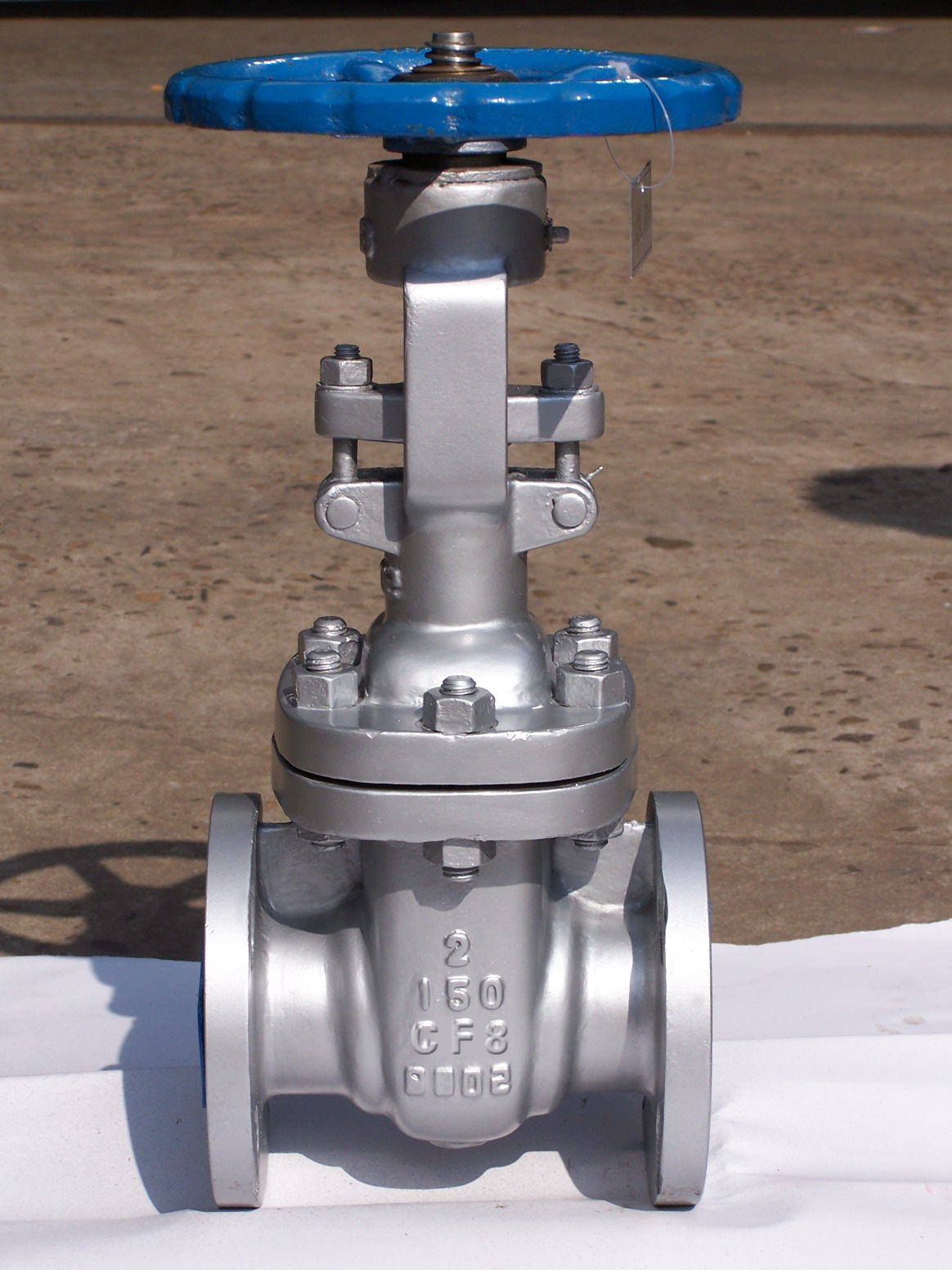
Válvula de compuerta en acero inoxidable
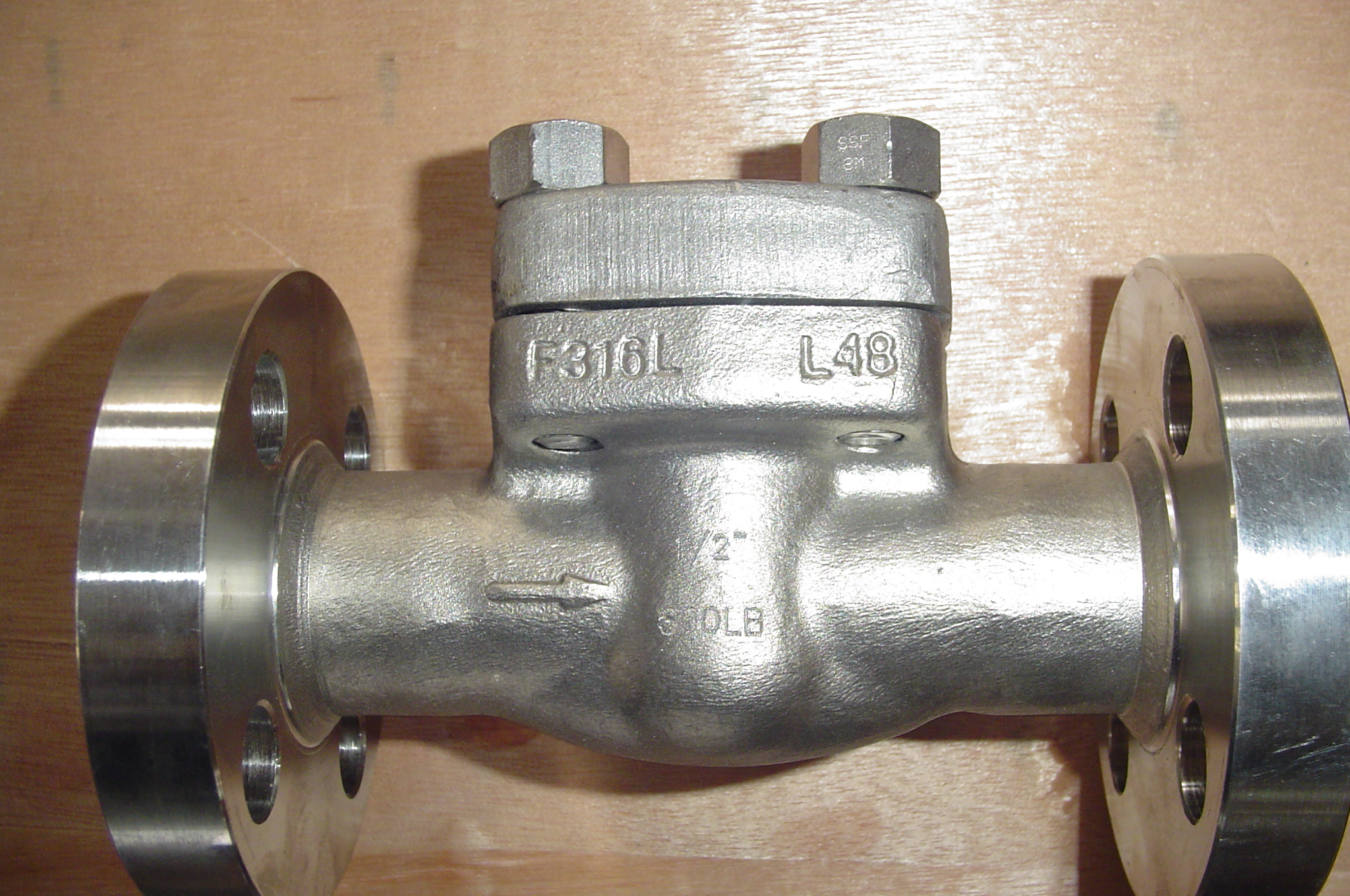
Válvula antirretorno en acero inoxidable
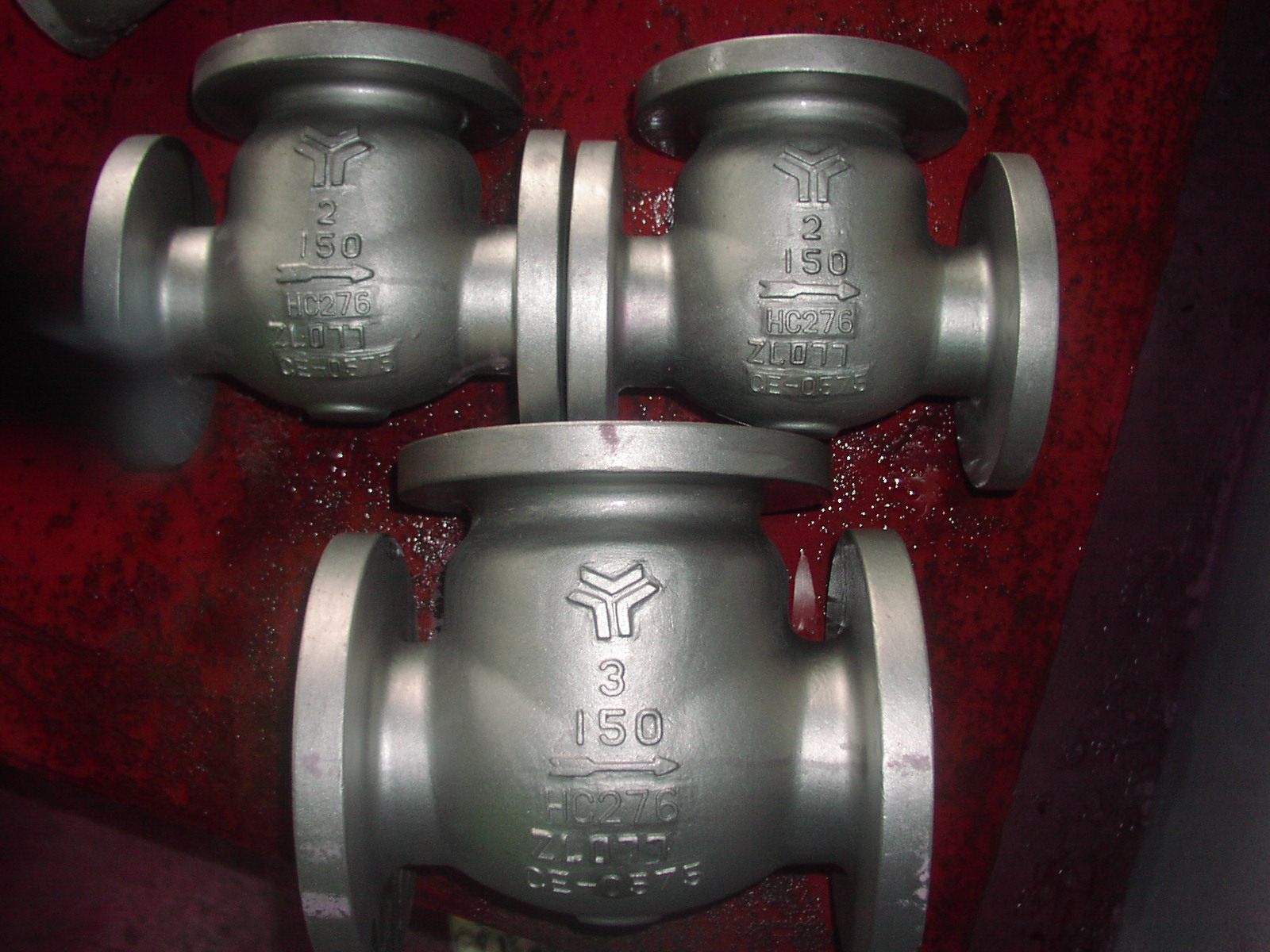
Válvula antirretorno en hastelloy
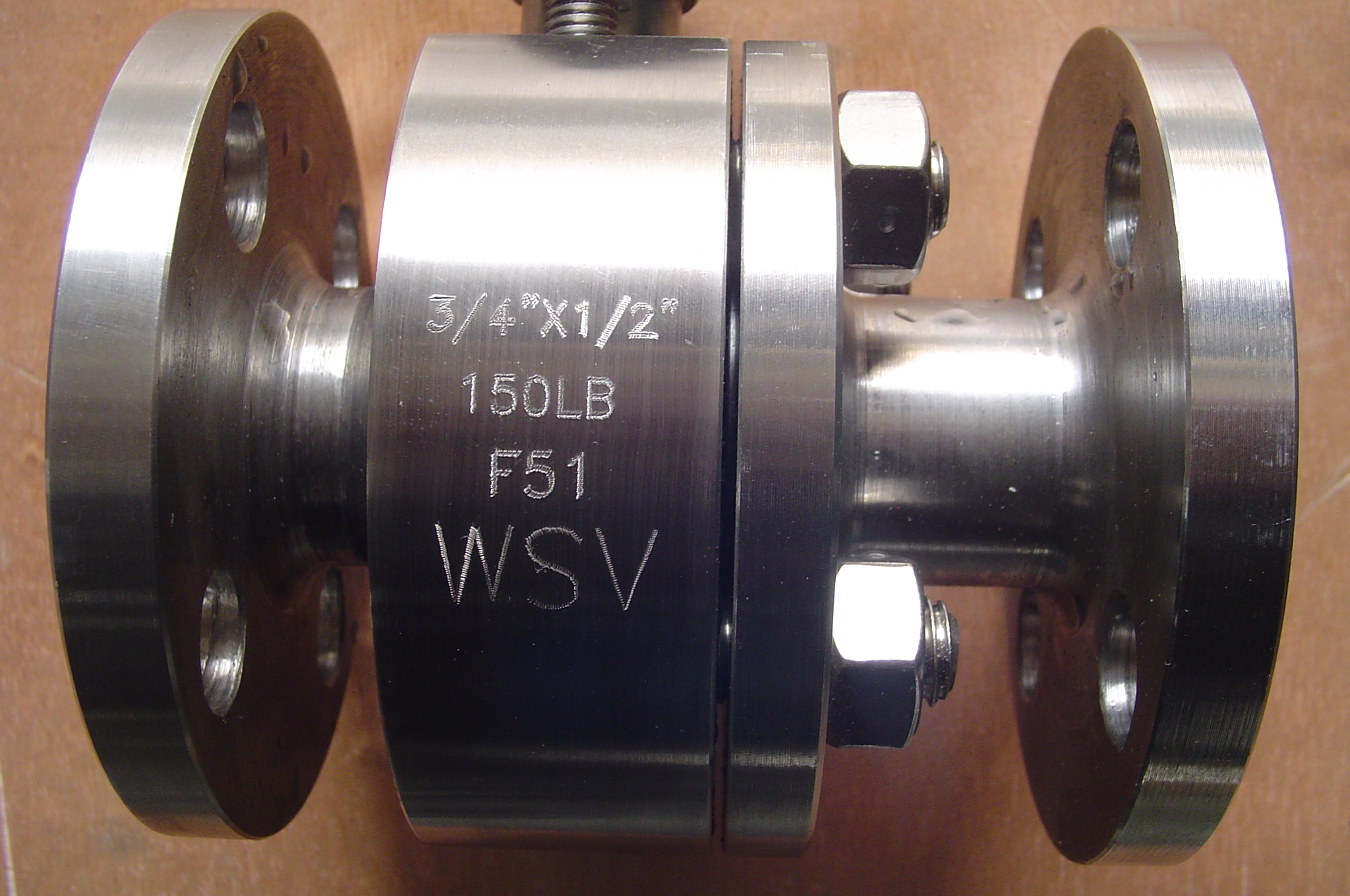
Válvula de bola en duplex
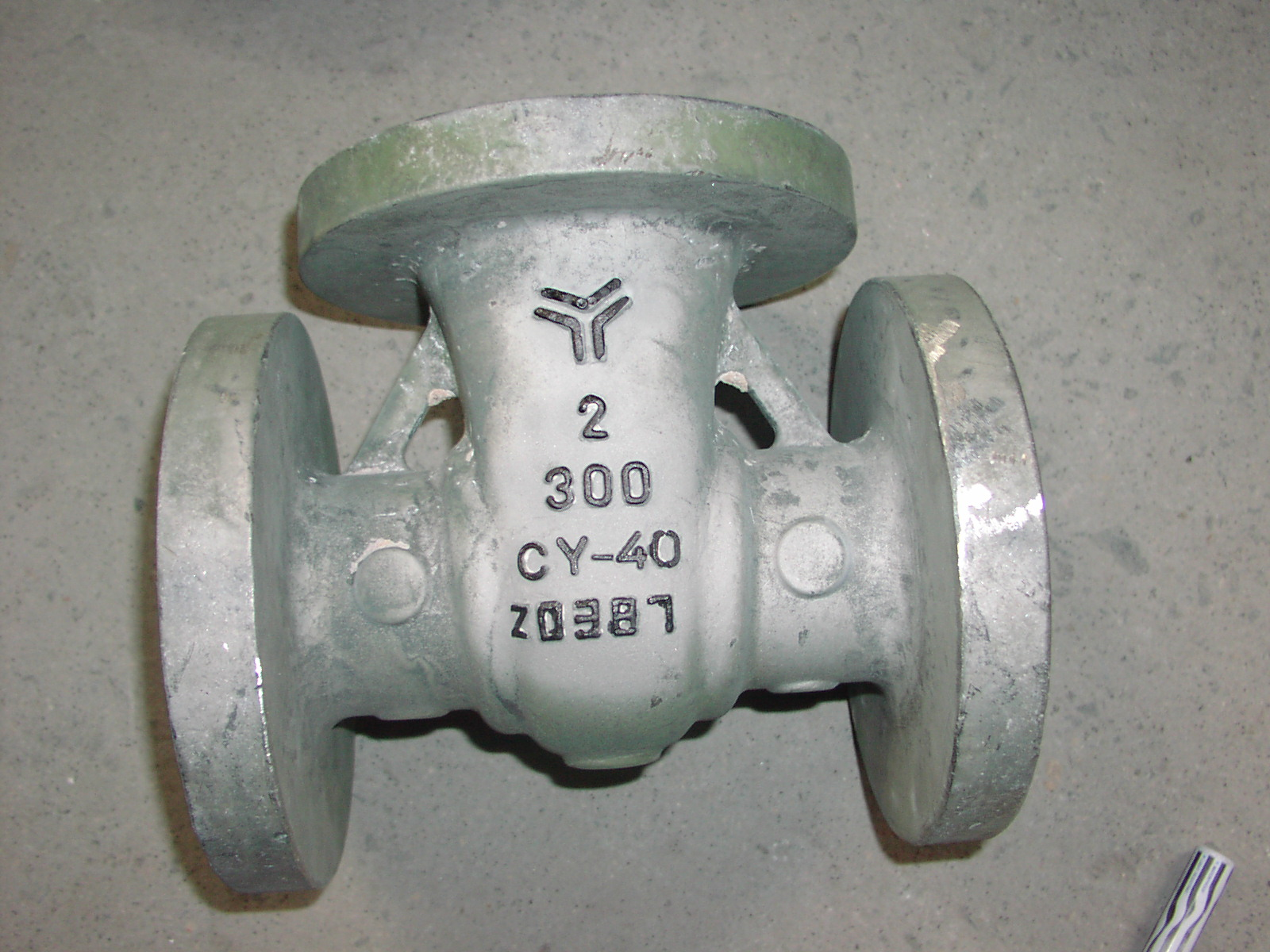
Válvula de compuerta en inconel
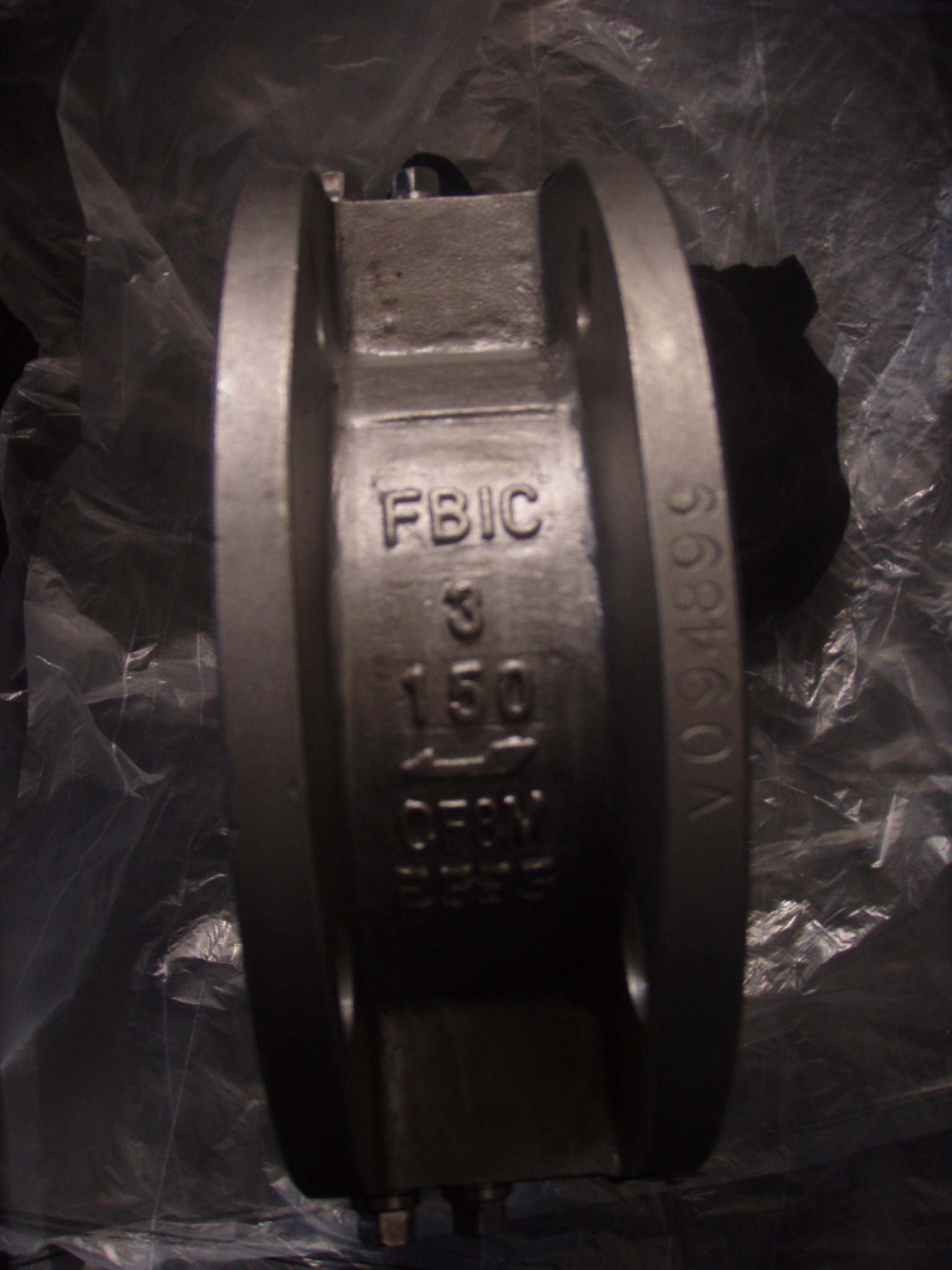
Válvula antirretorno tipo wafer en acero inoxidable
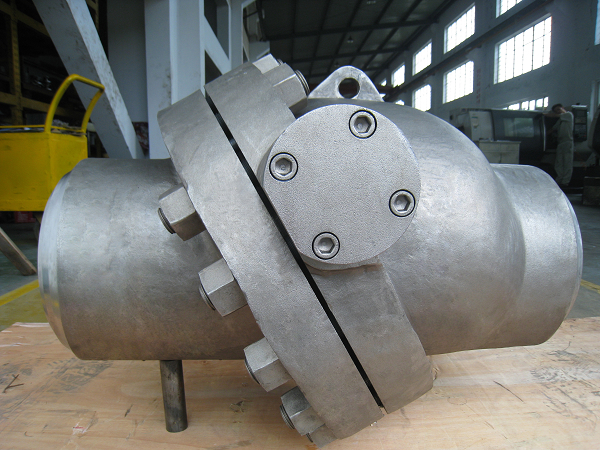
Válvula antirretorno en inconel
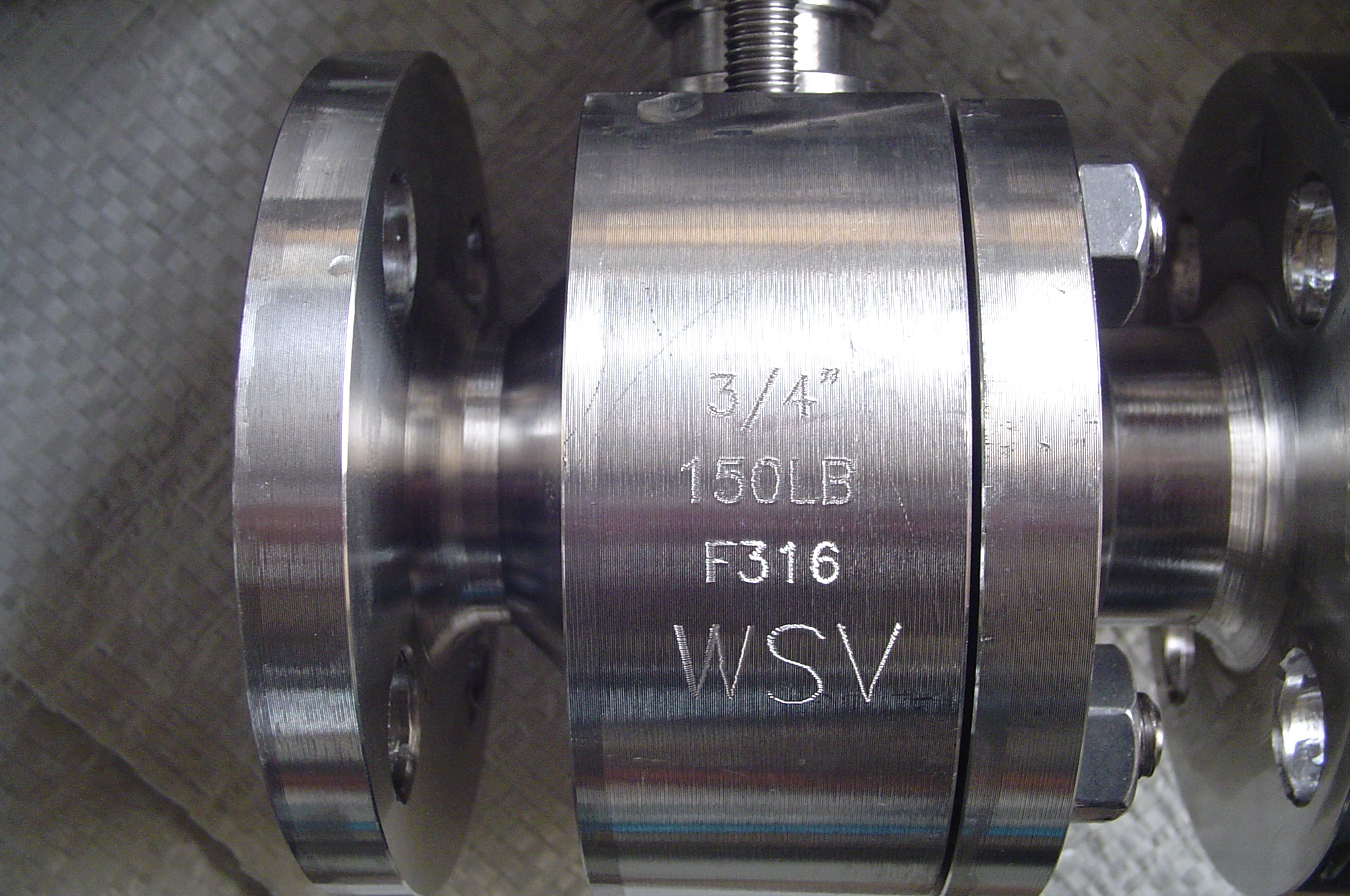
Válvula de bola en acero inoxidable
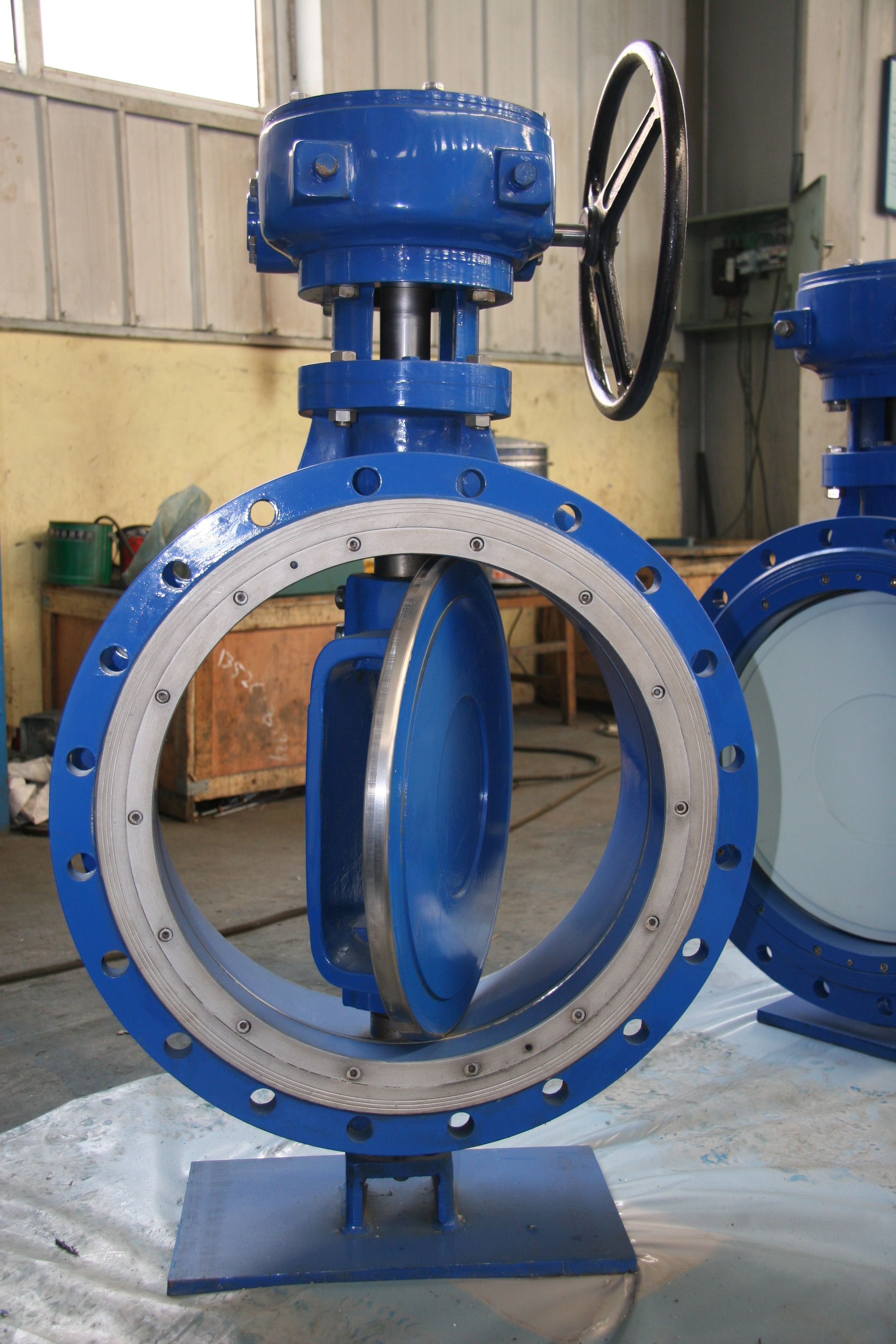
Cast iron Válvula tipo mariposa en acero fundido
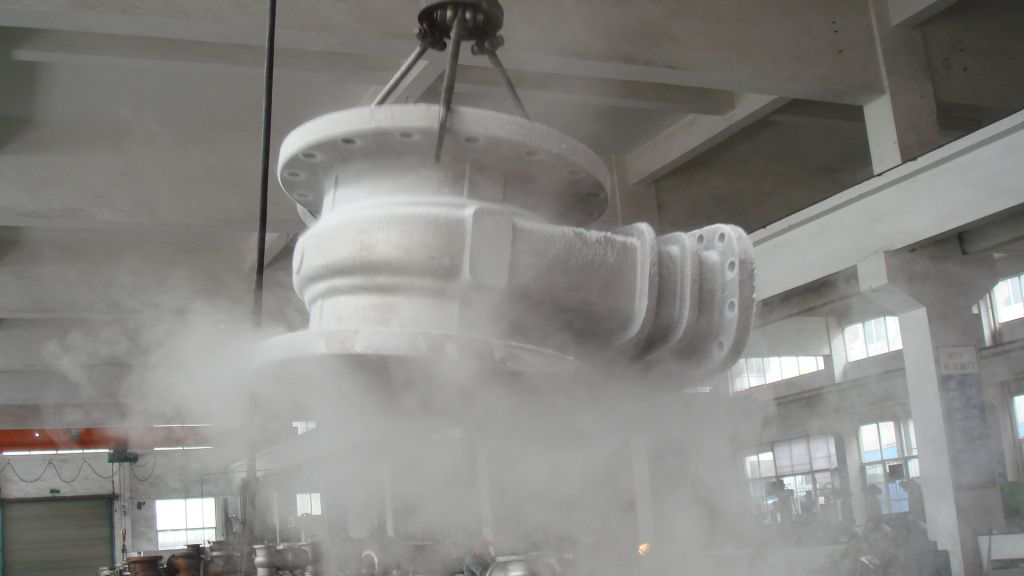
Válvula de compuerta criogénica en 254 SMO
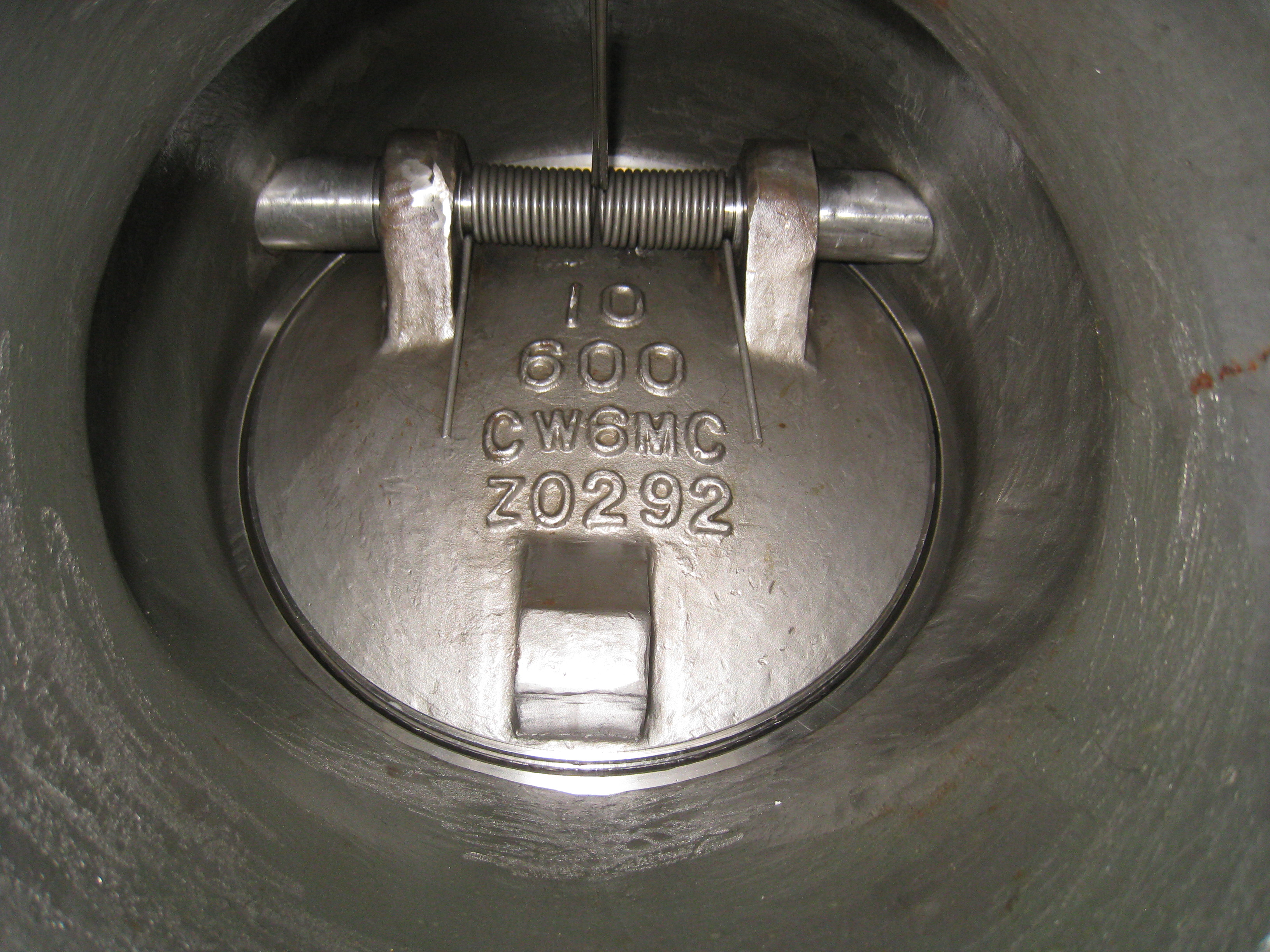
El interior de una válvula antirretorno de clapeta oscilante en inconel
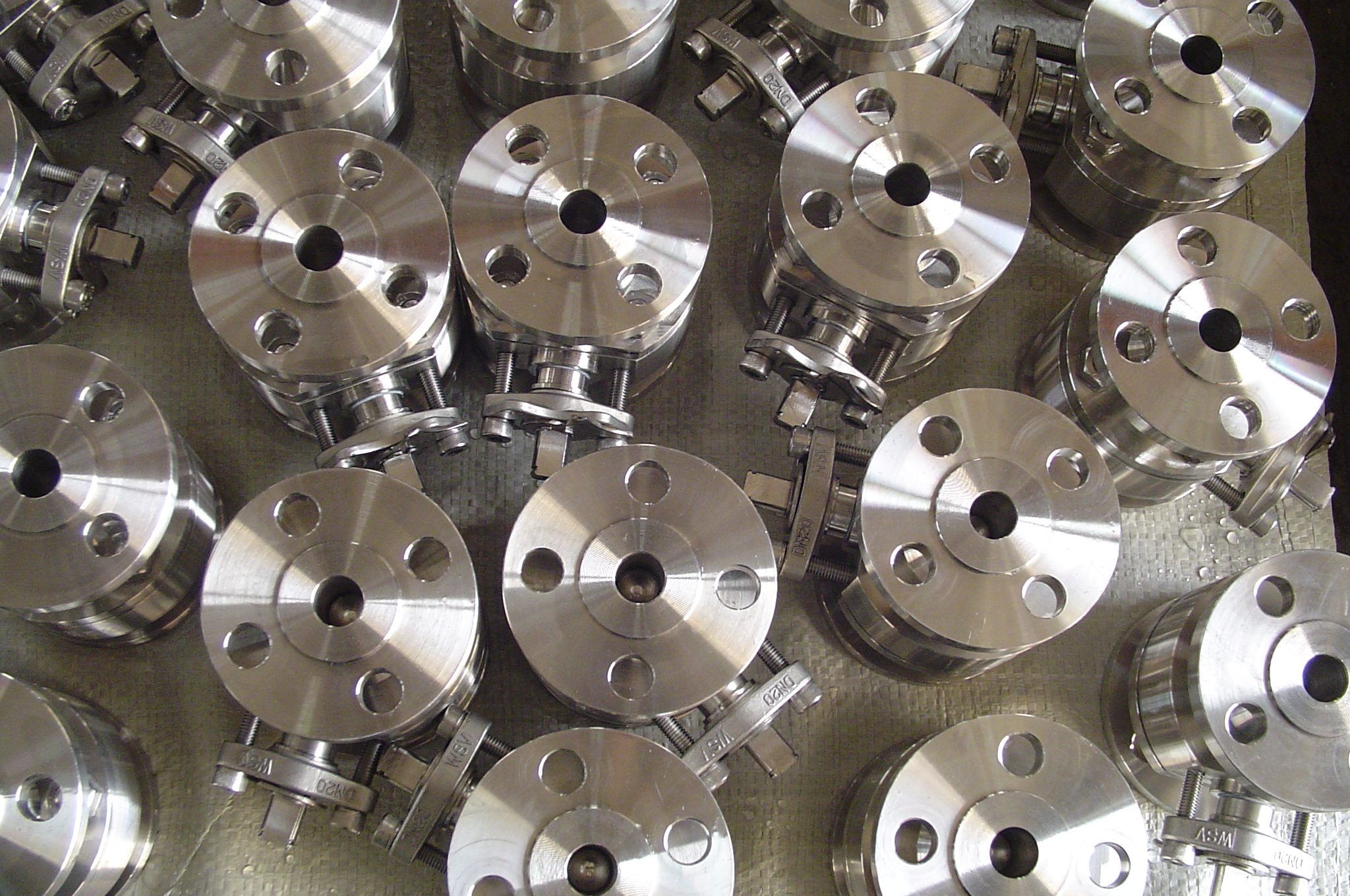
Válvulas de bola en duplex
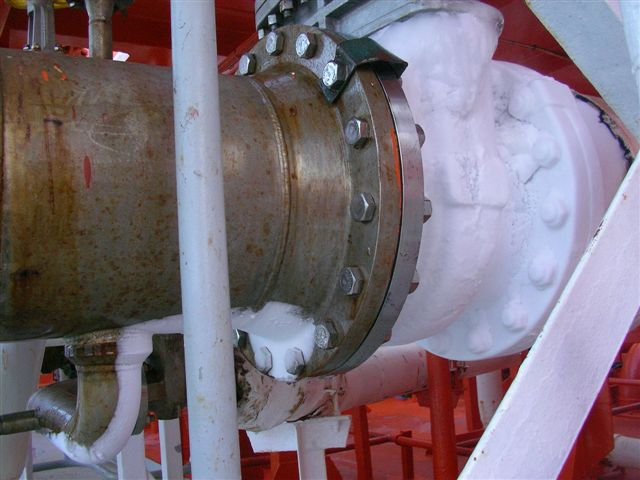
Válvula de compuerta criogénica en operación
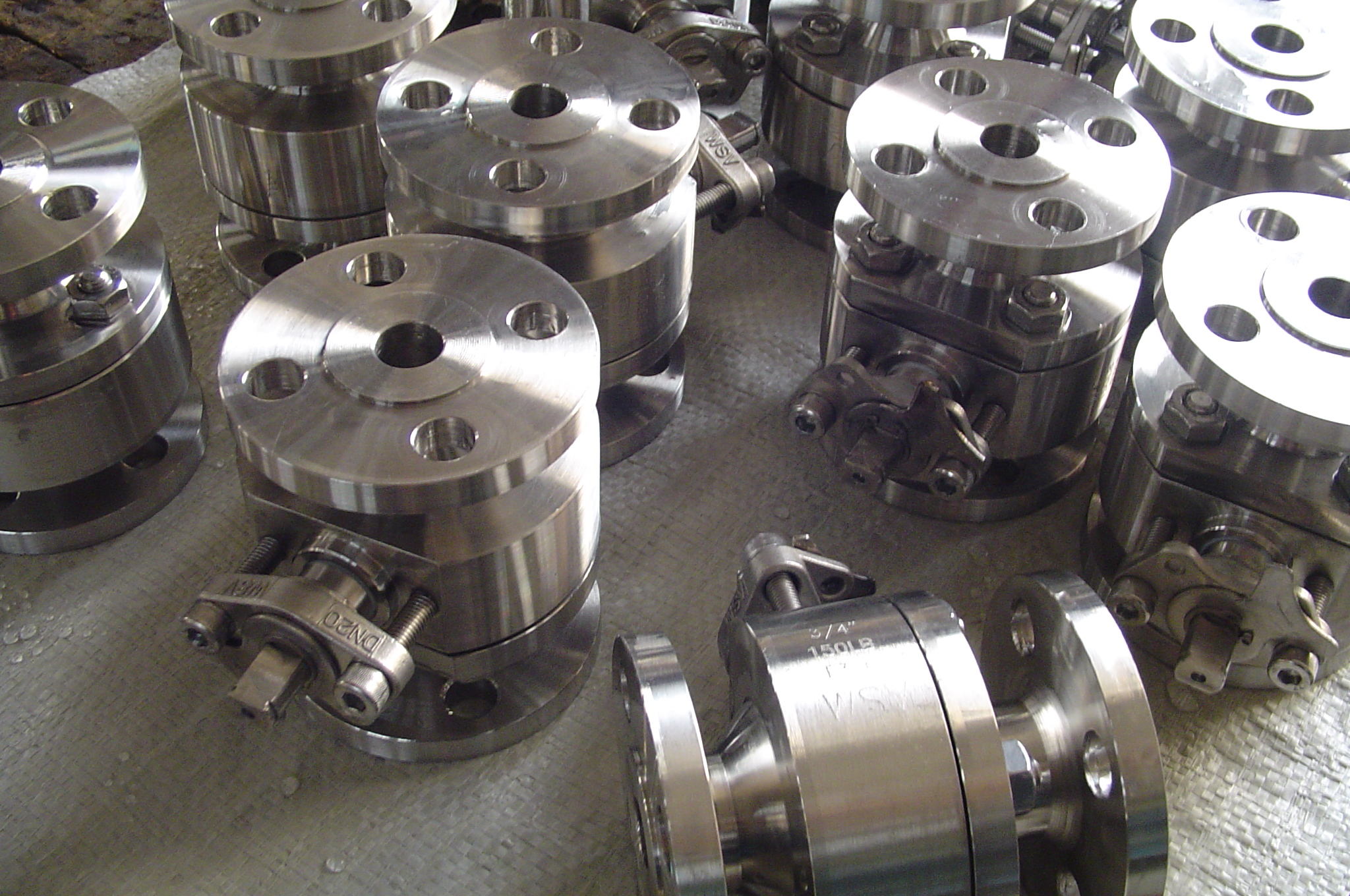
Válvula de bola en super duplex
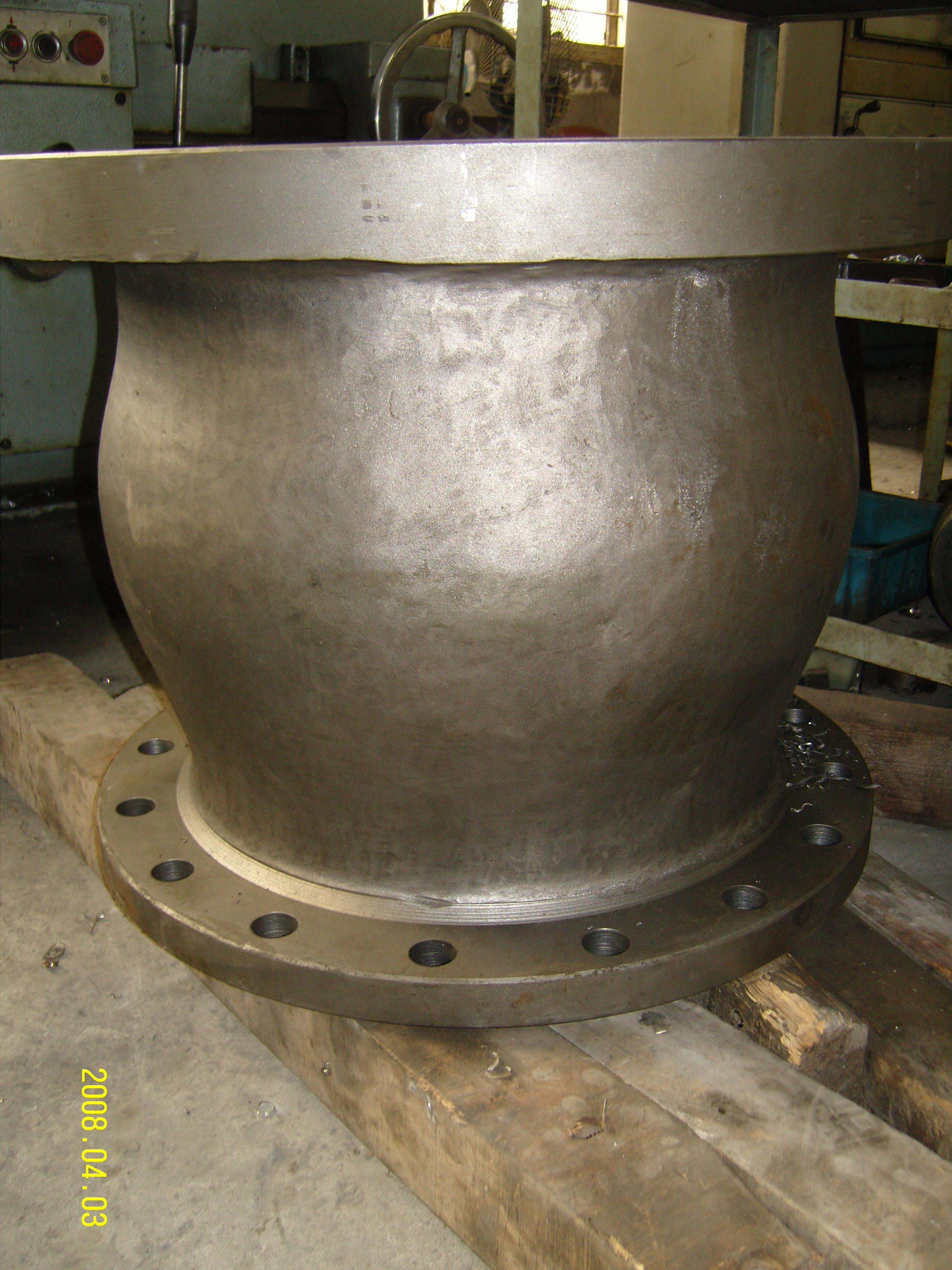
Válvula antirretorno en inconel
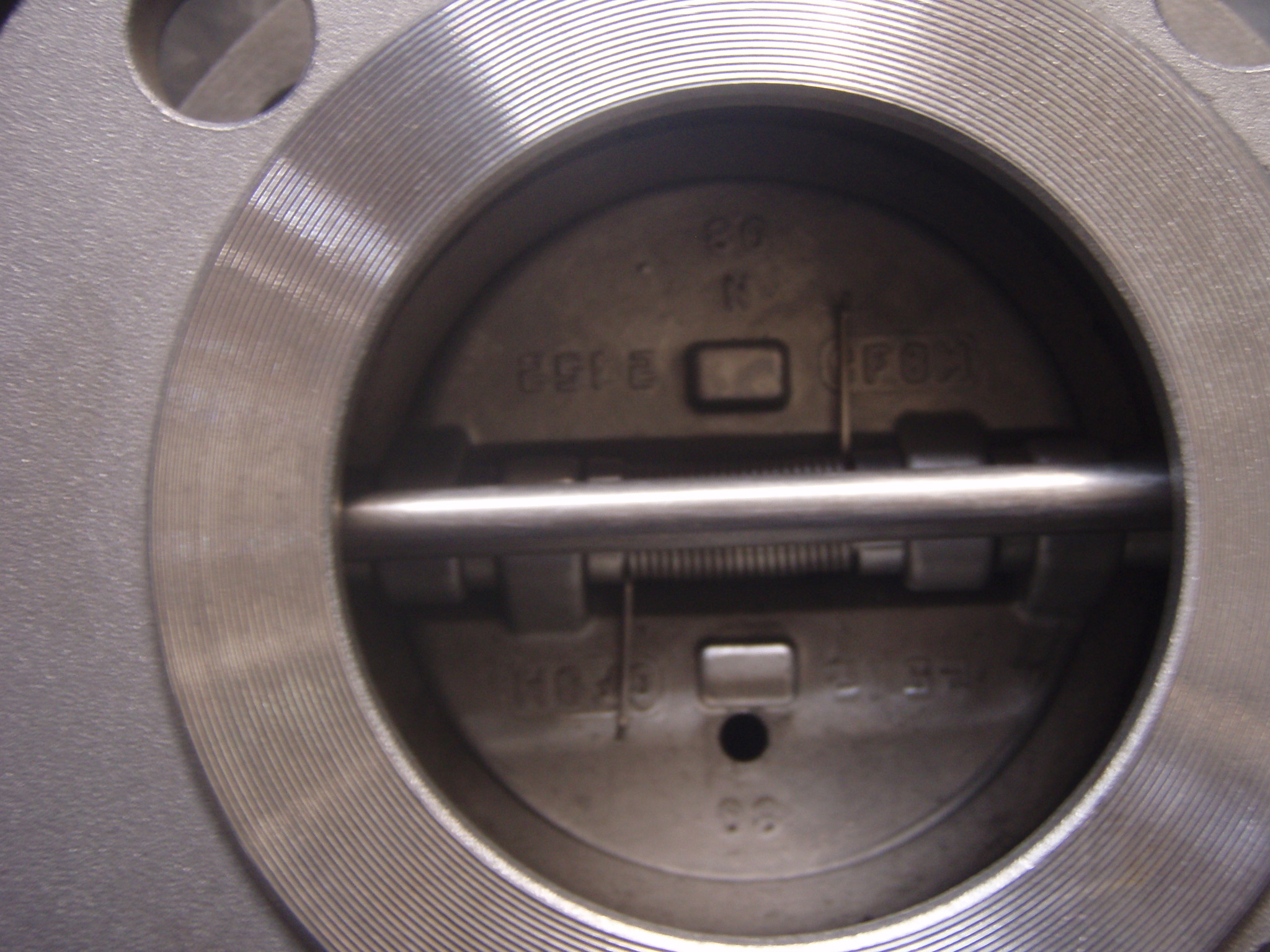
Interior de una válvula antirretorno tipo wafer en hastelloy
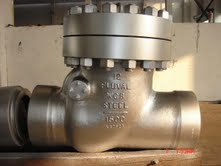
Válvula antirretorno de clapeta
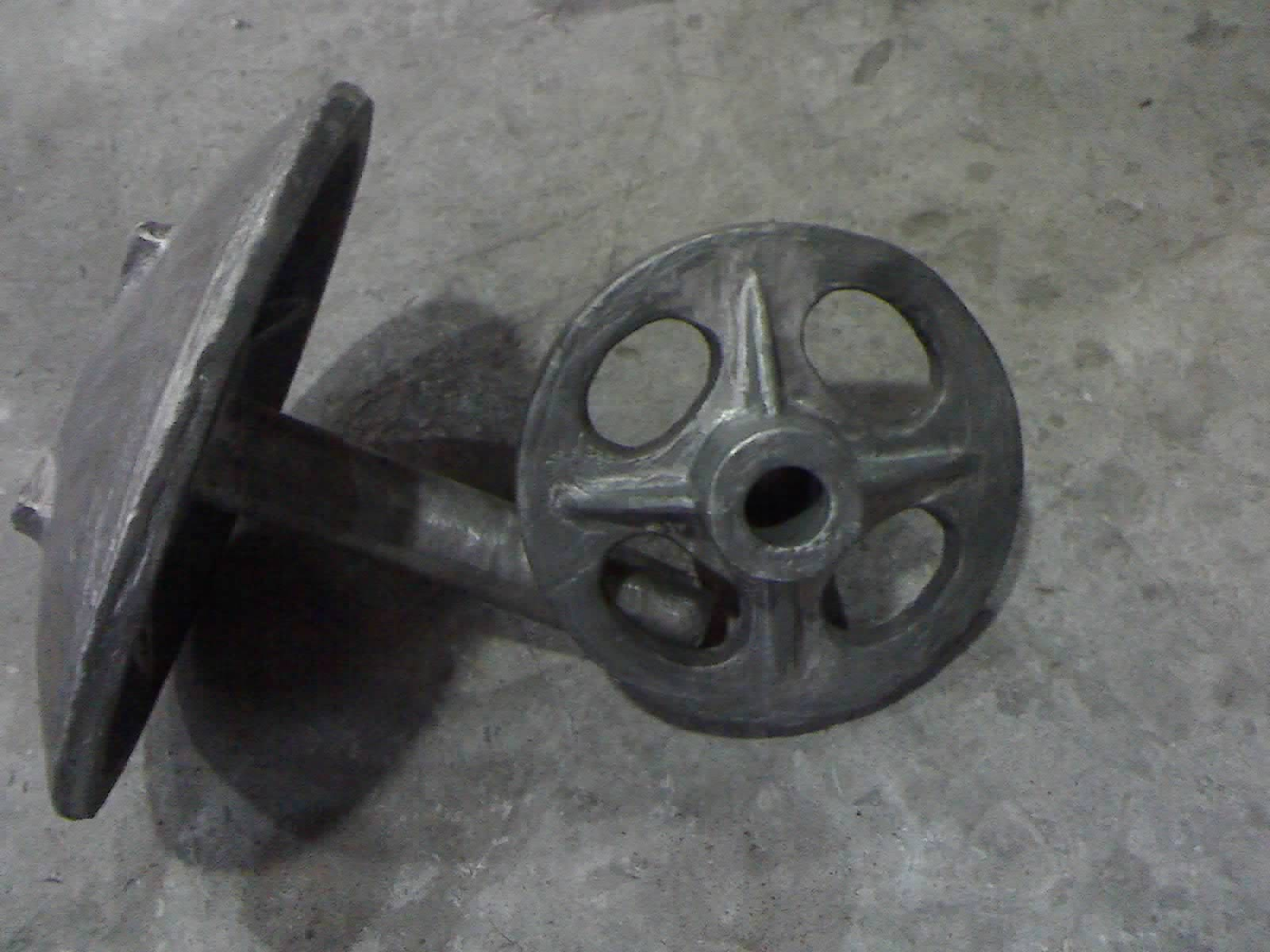
Obturador de una válvula antirretorno
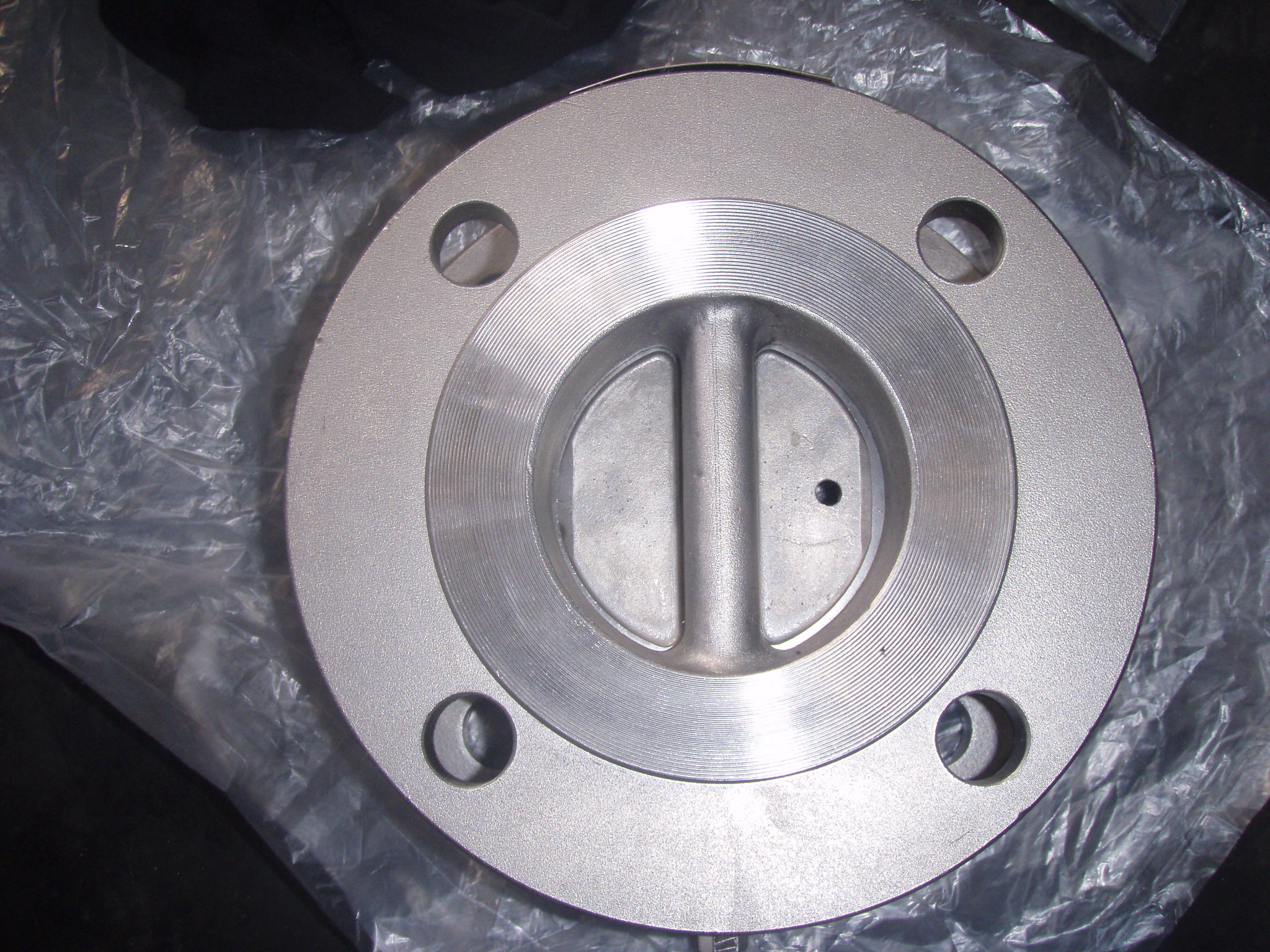
Válvula antirretorno
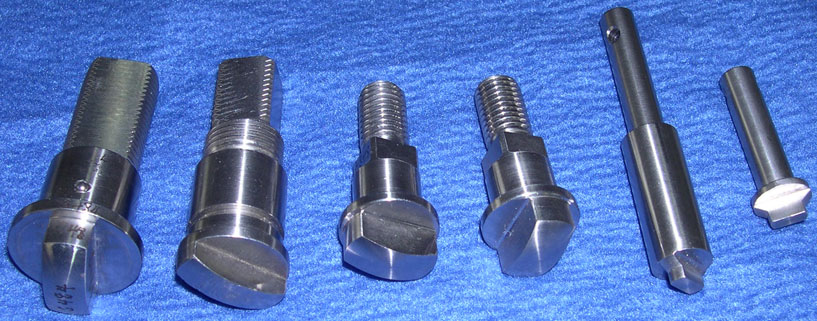
Pernos para válvulas
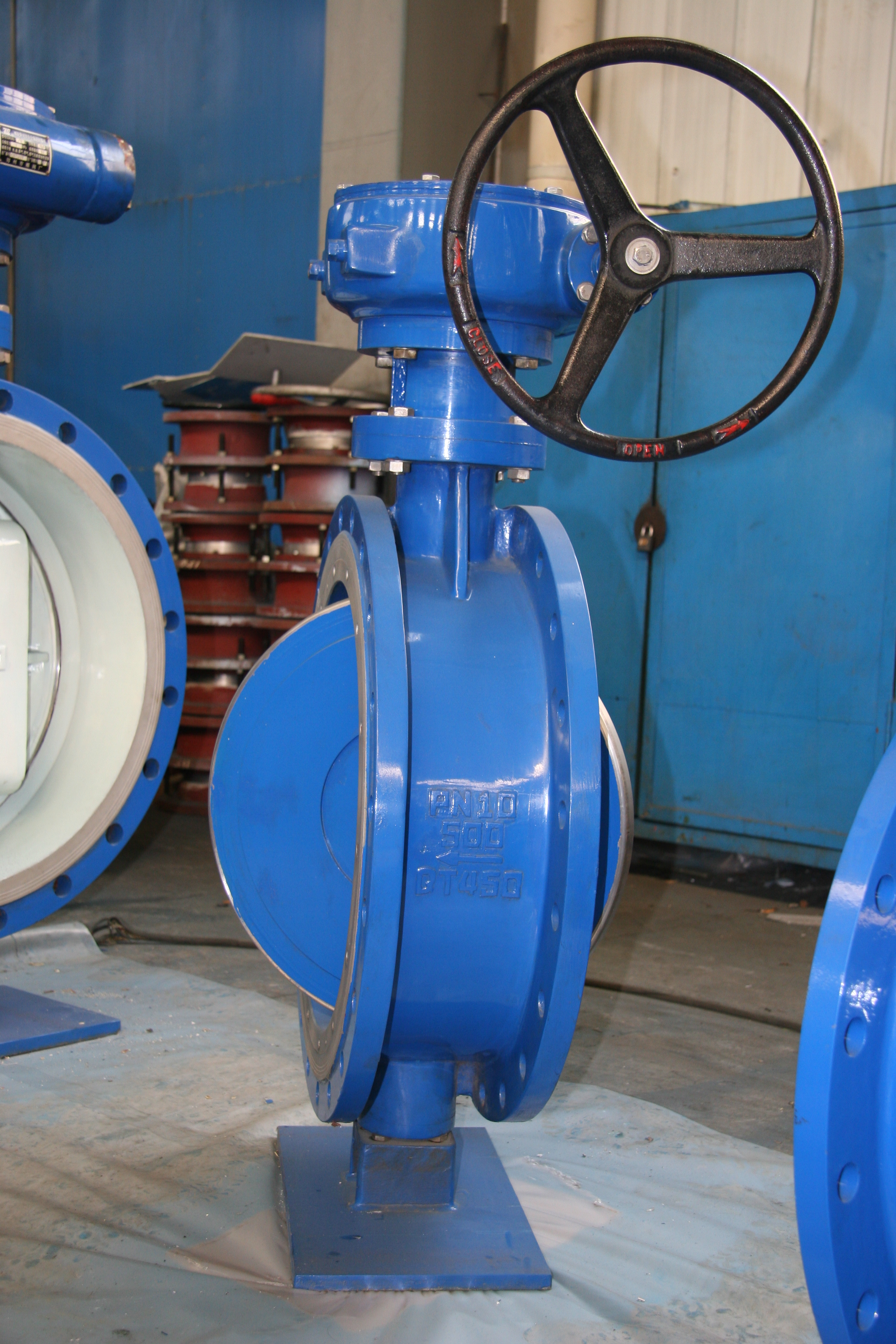
Válvula tipo mariposa en material fundición dúctil
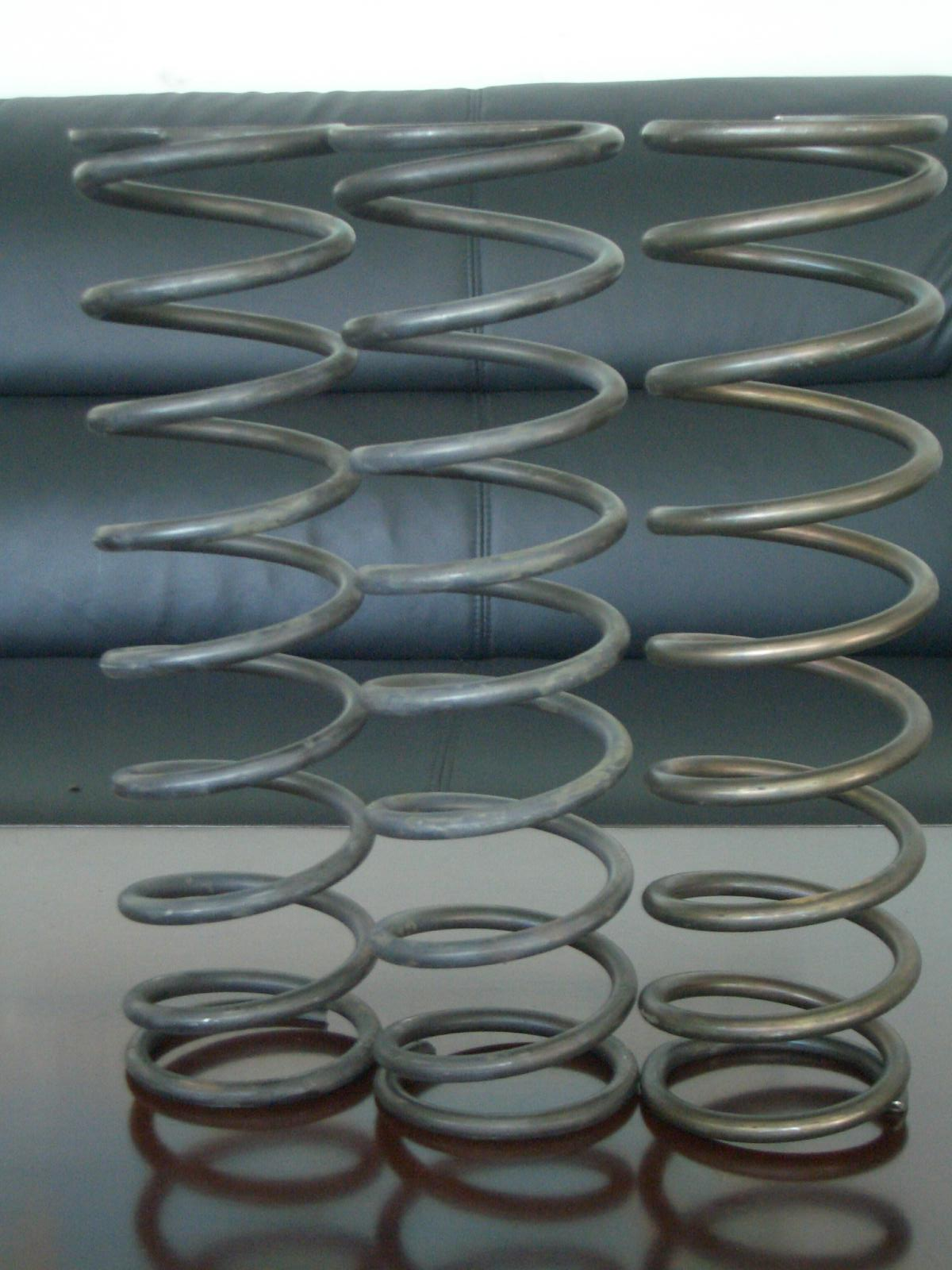
Muelles de inconel para válvulas antiretorno
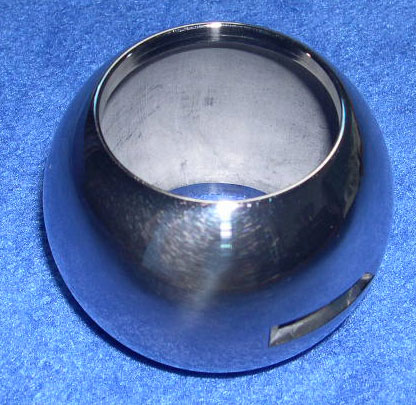
Bola para una válvula de bola en titanio